# TEEN'S RING
『TEEN'S RING』（ティーンズ・リング）は、1999年7月22日に発売されたRingの1枚目のアルバム。TRUE KiSS DiSCよりリリースされた（規格品番：AICT-1091）。
2013年8月21日にデジタルリマスタリングを施した名盤復刻シリーズとして、ソニー・ミュージックダイレクトよりBlu-spec CD2で再発売されている（規格品番：MHCL-30159）。

## 解説
既発シングル3曲、本作オリジナルの楽曲、小室哲哉が過去にプロデュースした楽曲の中国語によるカバーが収録されている。
ボーカルは基本的に中国語であるが、シングル3曲と本作オリジナル曲の「MY TODAY, MY TOMORROW」については、中国語版に加えて日本語版が収録されている（ただし、日本語版はボーナス・トラック扱いである）。
Ringは本作のリリース後に歌手活動から引退したため、本作が最初で最後のアルバムとなった。

## 収録曲
(#1~9) : Mandarin Language Version（標準中国語版）
(#10~13) : Japanese Language Version（日本語版、ボーナス・トラック）
| #         | タイトル                  | 作詞         | 作曲      | 編曲                 | 中国語訳詞   | 時間  |
| --------- | ------------------------- | ------------ | --------- | -------------------- | ------------ | ----- |
| 1.        | 「MY TODAY, MY TOMORROW」 | 前田たかひろ | 松尾和博  | 松尾和博             | Alec Huang   | 5:00  |
| 2.        | 「a walk in the park」    | 小室哲哉     | 小室哲哉  | 松尾和博             | Amos Ma      | 5:46  |
| 3.        | 「あの日、見えた空」      | HIROSHI      | 溝口和彦  | 松尾和博             | Alec Huang   | 4:23  |
| 4.        | 「Process」               | 小室哲哉     | 小室哲哉  | 小室哲哉             | Yoko Yau     | 4:18  |
| 5.        | 「minamo」                | 前田たかひろ | 松尾和博  | 松尾和博             | Alec Huang   | 3:49  |
| 6.        | 「DIARY」                 | HIROSHI      | 松尾和博  | 松尾和博             | Alec Huang   | 5:13  |
| 7.        | 「ONE, TWO STEP」         | MARC & TK    | 小室哲哉  | 小室哲哉、久保こーじ | Yoko Yau     | 5:06  |
| 8.        | 「I'm proud」             | 小室哲哉     | 小室哲哉  | 松尾和博             | Mickey Huang | 4:31  |
| 9.        | 「PRIVATE PARADISE」      | 前田たかひろ | 小室哲哉  | 松尾和博             | Yoko Yau     | 4:56  |
| 10.       | 「Process」               | 小室哲哉     | 小室哲哉  | 小室哲哉             |              | 4:18  |
| 11.       | 「ONE, TWO STEP」         | MARC & TK    | 小室哲哉  | 小室哲哉、久保こーじ |              | 5:06  |
| 12.       | 「PRIVATE PARADISE」      | 前田たかひろ | 小室哲哉  | 松尾和博             |              | 4:53  |
| 13.       | 「MY TODAY, MY TOMORROW」 | 前田たかひろ | 松尾和博  | 松尾和博             |              | 4:54  |
| 合計時間: | 合計時間:                 | 合計時間:    | 合計時間: | 合計時間:            | 合計時間:    | 62:13 |

### 備考
2. a walk in the park
安室奈美恵「a walk in the park」の中国語によるカバー。
8. I'm proud
華原朋美「I'm proud」の中国語によるカバー。原曲キーより下げて収録されている。

## クレジット
- Guitar：松尾和博
- Bass：バカボン鈴木, 佐野健二, 住吉中
- Drums：山木秀夫
- Keyboards：小室哲哉, 久保こーじ, 旭純
- Percussion：木村誠, Rafael Padilla
- Saxophone：竹上良成
- Harmonica：松本敏明
- Strings：弦一徹ストリングス
- Strings Arrangement：弦一徹
- Vocal Direction：小室哲哉, 清水彰彦, 松尾和博, 河合夕子, Jeff Chia
- Chorus：河合夕子, 高尾直樹, 斉藤妙子, 佐々木久美, Babo Lee, Juju Chen, Eddie Huang
- Chorus Arrangement：河合夕子, 高尾直樹
- Synthesizer Programming：村上章久, 松本零士, 溝口和彦, 藤田宜久
- Equipment Technician：岩佐俊秀, 葛西進
- Mixed：小室哲哉, Keith "KC" Cohen, 伊東俊郎, 佐藤康夫, 伊藤隆司
- Mastered：鈴木浩二
- Recorded：若公俊広, 松谷秀次, 小西賢治, 伊藤隆司, Troy Gonzalez, Al Lin